# 2e étape du Tour de France 2012
Pour un article plus général, voir Tour de France 2012.
La 2e étape du Tour de France 2012 s'est déroulée le lundi 2 juillet 2012, part de Visé et arrive à Tournai, en Belgique.

## Déroulement de la course
Le Français Anthony Roux (FDJ-BigMat) s'échappe seul au kilomètre 22. Il est rejoint au km 28 par un autre Français, Christophe Kern (Europcar), et Michael Mørkøv (Saxo Bank-Tinkoff Bank), le Danois déjà échappé la veille. Le peloton laisse monter l'écart jusqu'à huit minutes au km 40 puis quelques équipes roulent en tête pour contrôler l'écart. Le peloton revient très progressivement sur les échappés. Mørkøv conforte son maillot à pois en passant le premier au sommet de la côte de la Citadelle de Namur. Au sprint intermédiaire de Soignies (km 153), derrière les trois hommes de tête, Matthew Goss (Orica-GreenEDGE) remporte le sprint du peloton.
Voyant l'écart avec le peloton se réduire, Roux part seul à trente kilomètres de l'arrivée. Kern et Mørkøv retrouvent le peloton un kilomètre plus loin tandis que Roux est rattrapé à quatorze kilomètres de la ligne. Dans l'emballage final, André Greipel (Lotto-Belisol) est bien emmené par ses équipiers. Mark Cavendish (Sky) se cale dans sa roue avant de jaillir à cent mètres de la ligne. Il remporte l'étape avec une demi-roue d'avance sur Greipel. Le Suisse Fabian Cancellara (RadioShack-Nissan) conserve le maillot jaune.

## Résultats

### Classement de l'étape
| Classement de la 2e étape | Classement de la 2e étape | Classement de la 2e étape | Classement de la 2e étape | Classement de la 2e étape |
|                           | Coureur                   | Pays                      | Équipe                    | Temps                     |
| ------------------------- | ------------------------- | ------------------------- | ------------------------- | ------------------------- |
| 1er                       | Mark Cavendish            | Royaume-Uni               | Sky                       | en 4 h 56 min 59 s        |
| 2e                        | André Greipel             | Allemagne                 | Lotto-Belisol             | m.t                       |
| 3e                        | Matthew Goss              | Australie                 | Orica-GreenEDGE           | m.t                       |
| 4e                        | Tom Veelers               | Pays-Bas                  | Argos-Shimano             | m.t                       |
| 5e                        | Alessandro Petacchi       | Italie                    | Lampre-ISD                | m.t                       |
| 6e                        | Peter Sagan               | Slovaquie                 | Liquigas-Cannondale       | m.t                       |
| 7e                        | Yauheni Hutarovich        | Biélorussie               | FDJ-BigMat                | m.t                       |
| 8e                        | Juan José Haedo           | Argentine                 | Saxo Bank-Tinkoff Bank    | m.t                       |
| 9e                        | Mark Renshaw              | Australie                 | Rabobank                  | m.t                       |
| 10e                       | Tyler Farrar              | États-Unis                | Garmin-Sharp              | m.t                       |
| modifier                  |                           |                           |                           |                           |

### Points attribués
| Sprint intermédiaire de Soignies (km 153) | Sprint intermédiaire de Soignies (km 153) | Sprint intermédiaire de Soignies (km 153) | Sprint intermédiaire de Soignies (km 153) | Sprint intermédiaire de Soignies (km 153) |
| ----------------------------------------- | ----------------------------------------- | ----------------------------------------- | ----------------------------------------- | ----------------------------------------- |
|                                           | Coureur                                   | Pays                                      | Équipe                                    | Point(s)                                  |
| 1er                                       | Christophe Kern                           | France                                    | Europcar                                  | 20                                        |
| 2e                                        | Anthony Roux                              | France                                    | FDJ-BigMat                                | 17                                        |
| 3e                                        | Michael Mørkøv                            | Danemark                                  | Saxo Bank-Tinkoff Bank                    | 15                                        |
| 4e                                        | Matthew Goss                              | Australie                                 | Orica-GreenEDGE                           | 13                                        |
| 5e                                        | Mark Renshaw                              | Australie                                 | Rabobank                                  | 11                                        |
| 6e                                        | Mark Cavendish                            | Royaume-Uni                               | Sky                                       | 10                                        |
| 7e                                        | Peter Sagan                               | Slovaquie                                 | Liquigas-Cannondale                       | 9                                         |
| 8e                                        | Kenny van Hummel                          | Pays-Bas                                  | Vacansoleil-DCM                           | 8                                         |
| 9e                                        | Daryl Impey                               | Afrique du Sud                            | Orica-GreenEDGE                           | 7                                         |
| 10e                                       | Brett Lancaster                           | Australie                                 | Orica-GreenEDGE                           | 6                                         |
| 11e                                       | Kris Boeckmans                            | Belgique                                  | Vacansoleil-DCM                           | 5                                         |
| 12e                                       | Baden Cooke                               | Australie                                 | Orica-GreenEDGE                           | 4                                         |
| 13e                                       | Danilo Hondo                              | Allemagne                                 | Lampre-ISD                                | 3                                         |
| 14e                                       | Alessandro Petacchi                       | Italie                                    | Lampre-ISD                                | 2                                         |
| 15e                                       | Nicki Sørensen                            | Danemark                                  | Saxo Bank-Tinkoff Bank                    | 1                                         |
| modifier                                  |                                           |                                           |                                           |                                           |

| Classement de l'étape | Classement de l'étape | Classement de l'étape | Classement de l'étape   | Classement de l'étape |
| --------------------- | --------------------- | --------------------- | ----------------------- | --------------------- |
|                       | Coureur               | Pays                  | Équipe                  | Point(s)              |
| 1er                   | Mark Cavendish        | Royaume-Uni           | Sky                     | 45                    |
| 2e                    | André Greipel         | Allemagne             | Lotto-Belisol           | 35                    |
| 3e                    | Matthew Goss          | Australie             | Orica-GreenEDGE         | 30                    |
| 4e                    | Tom Veelers           | Pays-Bas              | Argos-Shimano           | 26                    |
| 5e                    | Alessandro Petacchi   | Italie                | Lampre-ISD              | 22                    |
| 6e                    | Peter Sagan           | Slovaquie             | Liquigas-Cannondale     | 20                    |
| 7e                    | Yauheni Hutarovich    | Biélorussie           | FDJ-BigMat              | 18                    |
| 8e                    | Juan José Haedo       | Argentine             | Saxo Bank-Tinkoff Bank  | 16                    |
| 9e                    | Mark Renshaw          | Australie             | Rabobank                | 14                    |
| 10e                   | Tyler Farrar          | États-Unis            | Garmin-Sharp            | 12                    |
| 11e                   | José Joaquín Rojas    | Espagne               | Movistar                | 10                    |
| 12e                   | Sébastien Hinault     | France                | AG2R La Mondiale        | 8                     |
| 13e                   | Peter Velits          | Slovaquie             | Omega Pharma-Quick Step | 6                     |
| 14e                   | Kenny van Hummel      | Pays-Bas              | Vacansoleil-DCM         | 4                     |
| 15e                   | Yukiya Arashiro       | Japon                 | Europcar                | 2                     |
| modifier              |                       |                       |                         |                       |

### Cols et côtes
| \| Côte de la Citadelle de Namur (km 82,5) 4e catégorie \| Côte de la Citadelle de Namur (km 82,5) 4e catégorie \| Côte de la Citadelle de Namur (km 82,5) 4e catégorie \| Côte de la Citadelle de Namur (km 82,5) 4e catégorie \| Côte de la Citadelle de Namur (km 82,5) 4e catégorie \| \| ---------------------------------------------------- \| ---------------------------------------------------- \| ---------------------------------------------------- \| ---------------------------------------------------- \| ---------------------------------------------------- \| \| \| Coureur \| Pays \| Équipe \| Point(s) \| \| 1er \| Michael Mørkøv \| Danemark \| Saxo Bank-Tinkoff Bank \| 1 \| \| modifier \| \| \| \| \| |                |          |                        |          |
| Côte de la Citadelle de Namur (km 82,5) 4e catégorie |                |          |                        |          |
| | Coureur        | Pays     | Équipe                 | Point(s) |
| 1er | Michael Mørkøv | Danemark | Saxo Bank-Tinkoff Bank | 1        |
| modifier |                |          |                        |          |

## Classements à l'issue de l'étape

### Classement général
| Classement général | Classement général   | Classement général | Classement général      | Classement général |
|                    | Coureur              | Pays               | Équipe                  | Temps              |
| ------------------ | -------------------- | ------------------ | ----------------------- | ------------------ |
| 1er                | Fabian Cancellara    | Suisse             | RadioShack-Nissan       | en 10 h 2 min 31 s |
| 2e                 | Bradley Wiggins      | Royaume-Uni        | Sky                     | + 7 s              |
| 3e                 | Sylvain Chavanel     | France             | Omega Pharma-Quick Step | + 7 s              |
| 4e                 | Tejay van Garderen   | États-Unis         | BMC Racing              | + 10 s             |
| 5e                 | Edvald Boasson Hagen | Norvège            | Sky                     | + 11 s             |
| 6e                 | Denis Menchov        | Russie             | Rabobank                | + 13 s             |
| 7e                 | Philippe Gilbert     | Belgique           | BMC Racing              | + 13 s             |
| 8e                 | Cadel Evans          | Australie          | BMC Racing              | + 17 s             |
| 9e                 | Vincenzo Nibali      | Italie             | Liquigas-Cannondale     | + 18 s             |
| 10e                | Ryder Hesjedal       | Canada             | Garmin-Sharp            | + 18 s             |
| modifier           |                      |                    |                         |                    |

### Classement par points
| Classement par points | Classement par points | Classement par points | Classement par points | Classement par points |
| --------------------- | --------------------- | --------------------- | --------------------- | --------------------- |
|                       | Coureur               | Pays                  | Équipe                | Point(s)              |
| 1er                   | Peter Sagan           | Slovaquie             | Liquigas-Cannondale   | 78 points             |
| 2e                    | Mark Cavendish        | Royaume-Uni           | Sky                   | 63 pts                |
| 3e                    | Fabian Cancellara     | Suisse                | RadioShack-Nissan     | 55 pts                |
| modifier              |                       |                       |                       |                       |

### Classement du meilleur grimpeur
| Classement du meilleur grimpeur | Classement du meilleur grimpeur | Classement du meilleur grimpeur | Classement du meilleur grimpeur | Classement du meilleur grimpeur |
| ------------------------------- | ------------------------------- | ------------------------------- | ------------------------------- | ------------------------------- |
|                                 | Coureur                         | Pays                            | Équipe                          | Point(s)                        |
| 1er                             | Michael Mørkøv                  | Danemark                        | Saxo Bank-Tinkoff Bank          | 4 points                        |
| 2e                              | Peter Sagan                     | Slovaquie                       | Liquigas-Cannondale             | 1 pt                            |
| 3e                              | Pablo Urtasun                   | Espagne                         | Euskaltel-Euskadi               | 1 pt                            |
| modifier                        |                                 |                                 |                                 |                                 |

### Classement du meilleur jeune
| Classement général du meilleur jeune | Classement général du meilleur jeune | Classement général du meilleur jeune | Classement général du meilleur jeune | Classement général du meilleur jeune |
|                                      | Coureur                              | Pays                                 | Équipe                               | Temps                                |
| ------------------------------------ | ------------------------------------ | ------------------------------------ | ------------------------------------ | ------------------------------------ |
| 1er                                  | Tejay van Garderen                   | États-Unis                           | BMC Racing                           | en 10 h 2 min 41 s                   |
| 2e                                   | Edvald Boasson Hagen                 | Norvège                              | Sky                                  | + 1 s                                |
| 3e                                   | Rein Taaramäe                        | Estonie                              | Cofidis                              | + 12 s                               |
| modifier                             |                                      |                                      |                                      |                                      |

### Classement par équipes
| Classement par équipes | Classement par équipes | Classement par équipes | Classement par équipes |
|                        | Équipe                 | Pays                   | Temps                  |
| ---------------------- | ---------------------- | ---------------------- | ---------------------- |
| 1re                    | Sky                    | Royaume-Uni            | en 30 h 8 min 7 s      |
| 2e                     | RadioShack-Nissan      | Luxembourg             | + 4 s                  |
| 3e                     | BMC Racing             | États-Unis             | + 6 s                  |
| modifier               |                        |                        |                        |

## Abandon
Aucun abandon